# マイクロサッケード
マイクロサッケードあるいはマイクロサッカード（英語: microsaccade）とは、眼球の不随意運動の一つであり、高速な跳躍的運動であることを特徴とする。意思でコントロールすることはできないが、注視したときなどにはその振幅や頻度が変化することが知られている。見ている映像の位置を網膜上で常に変化させることが一つの意義ではないかと考えられている。チャールズ・ダーウィンの父、ロバート・ダーウィンによって初めて記述された。